# Gulpener Puurzaam
Gulpener Puurzaam is een Nederlands bier van hoge gisting, dat sinds 2011 wordt gebrouwen in Gulpen, bij de Gulpener Bierbrouwerij. 
Het is een amberkleurig helder bier met een alcoholpercentage van 6,5%.
Het jaartal geeft aan uit welk jaar de hop is gebruikt. Zo staat op de fles van het bier uit 2012 het jaartal 2011 (van de hopoogst in 2011).